# 4946 Askalaphus
4946 Askalaphus este un asteroid descoperit pe 21 ianuarie 1988 de Carolyn Shoemaker.